# Catalan contemporain
 (décembre 2020).
- Si vous ne connaissez pas le sujet, laissez ce bandeau (vous pouvez alors contacter les auteurs).
- Si vous supprimez le contenu mis en cause (vous pouvez préalablement contacter les auteurs),

argumentez précisément cette suppression dans la page de discussion
(un manque de référence n'est pas un argument ; une recherche réelle de référence doit avoir été effectuée, être formellement documentée).
 (décembre 2018).
Si vous disposez d'ouvrages ou d'articles de référence ou si vous connaissez des sites web de qualité traitant du thème abordé ici, merci de compléter l'article en donnant les références utiles à sa vérifiabilité et en les liant à la section « Notes et références ».
Le catalan contemporain est le catalan du XIXe siècle, xxe siècle et XXIe siècle, dit traditionnellement de la « Renaixença » (Renaissance). 

## Particularités
Le catalan contemporain, continuité du catalan moderne, est le catalan qui souffre le plus de la pression du castillan, autant au niveau syntaxique que lexical et phonétique. Cette forte influence castillane s'accentue durant le XXe siècle par une vague d'immigration massive originaire des régions hispanophones de l'État espagnol, qui à la différence des précédentes ne va pas s'intégrer linguistiquement et va conserver l'usage social du castillan. 
Une des grandes particularités est, surtout à l'écrit, et non tant à l'oral, l'influence importante et croissante de la syntaxe et du lexique castillan à cause du processus de castillanisation de la langue catalane. La réalité sociolinguistique de la catalanophonie provoque la pénétration du castillan dans de nombreux milieux sociaux et même familiaux, milieux informels où la langue catalane avait toujours exclusivement prédominé. Tout cela accentue le bilinguisme diglossique.

## Histoire

### La Catalogne auXIXesiècle

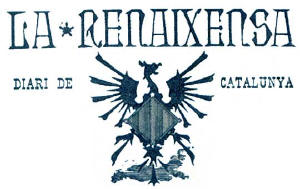
L'en-tête de la Renaixensa a été dessinée par Lluís Domènech i Montaner en 1881 ; elle associe les armoiries de la Catalogne avec le symbole de l'oiseau Phénix.

Dans la première moitié du XIXe siècle, la réalité sociolinguistique du catalanisme est semblable au siècle antérieur/d'avant. La nouvelle classe bourgeoise maintient les mêmes attitudes que l'aristocratie : l'adoption du castillan et le détachement de la tradition catalane. Tout cela accentue le bilinguisme diglossique.
Mais, à partir, de la seconde moitié du XIXe siècle, se produit un changement très important dans le comportement du peuple catalan envers sa propre langue. La base de ce changement est évident à la suite de la naissance d'un moment littéraire rénovateur, la Renaissance catalane, et avec l'apparition du catalanisme politique, qui s'affrontera à Madrid. Le changement d'attitude des bourgeois a été particulièrement important, ce qui entraine des revendications catalanes. 

### La Renaissance

#### La langue et l'idéologie
La Renaissance catalane est un mouvement littéraire apparu en 1833 avec la publication de l'Oda a la Pàtria de Bonaventura Carles Aribau.

### La dictature franquiste
La victoire du dictateur Francisco Franco dans la guerre civile de 1936 à 1939 a signifié la répression de tout signe de la catalanité. Le statut d'autonomie, le Parlement de Catalogne et le gouvernement régional de Catalogne ont été abolis. Durant la période franquiste (1939-1975), le catalan a été soumis à une agression brutale et a été réduit à un usage familial. Le castillan est devenu la seule langue de l'école, de l'administration et des médias. La situation a été aggravée par les grandes vagues d'immigrants hispanophones du XXe siècle, en particulier ceux des années 1960 et 1970, venus du reste de l'Espagne, en particulier d'Andalousie et d'Estrémadure, qui se sont largement concentrés dans les zones métropolitaines de Barcelone. Tout cela a alors provoqué un grand déclin de l'usage social du catalan et de ses connaissances, à tel point qu'en Catalogne, les Catalans ont adopté l'espagnol comme langue maternelle pour la première fois de son histoire. En Catalogne, le facteur le plus important du bilinguisme social est l'immigration en provenance du reste de l'Espagne. Il a été calculé que, sans cette immigration, la population de Catalogne serait passée d'environ 2 millions de personnes en 1900 à 2,4 en 2001, contre plus de 6,1 millions à cette date (et plus de 7 millions de personnes) en 2008), c'est-à-dire que la population sans immigration aurait représenté 39 % de la population réelle en 1980. Plusieurs initiatives ont été lancées à la fois en Espagne et à l'étranger (livres, journaux, campagnes, , etc.) afin de remplacer le silence imposé par le régime.